# 幻想への翼
『幻想への翼』（げんそうへのつばさ、原題：Illusion）は、イギリスのプログレッシブ・ロック・バンド、イリュージョンが1978年に発表した2作目のスタジオ・アルバム。

## 解説
プロデューサーには、イリュージョンの前身であるルネッサンスのデビュー・アルバム『ルネッサンス』をプロデュ―スしたポール・サミュエル＝スミスが起用された。
アメリカでは前作『醒めた炎』（1977年）がチャート入りしたにもかかわらず、本作の発売は見送られた。
1994年には『醒めた炎』との2 in 1 CDとして再発され、2005年には日本のユニバーサルミュージックより、単体で紙ジャケットCDとして再発された。

## 収録曲
特記なき楽曲はジム・マッカーティ作。
1. マドンナ・ブルー "Madonna Blue" – 6:47
2. ネヴァー・ビー・ザ・セイム "Never Be the Same" – 3:18
3. ルイのテーマ "Louis' Theme" (Jane Relf, Louis Cennamo) – 7:42
4. 波濤を越える翼 "Wings Across the Sea" – 4:49
5. クルージング・ノーホエア "Cruising Nowhere" – 5:01
6. 奇跡の男 "Man of Miracles" (J. Relf, Jim McCarty, John Hawken) – 3:28
7. ザ・レヴォリューショナリー "The Revolutionary" (J. McCarty, J. Hawken) – 6:15

## 参加ミュージシャン
- ジェーン・レルフ - ボーカル、バッキング・ボーカル
- ジム・マッカーティ - ボーカル、アコースティック・ギター、パーカッション、バッキング・ボーカル
- ジョン・ナイツブリッジ - リードギター、アコースティック・ギター
- ジョン・ホウケン - ピアノ、ローズ・ピアノ、ハモンドオルガン、ハープシコード、メロトロン、シンセサイザー
- ルイス・セナモ - エレクトリックベース
- エディ・マクニール - ドラムス、パーカッション、チューブラーベル、ティンパニ、ヴィブラフォン、エフェクト

アディショナル・ミュージシャン
- ポール・サミュエル＝スミス - バッキング・ボーカル
- ロバート・カービー - ストリングス・アレンジ